# Rutuli
I Rutuli erano un popolo dell'Italia preromana stanziato sulle coste del Lazio, il cui centro principale era Ardea. Sono noti soprattutto perché vengono citati nell'Eneide, dove il loro re, Turno, è presentato come antagonista di Enea.

## Storia
I Rutuli non erano di stirpe latina e si ignora la loro origine. 
Secondo lo storico greco Appiano, i Rutuli sarebbero stati affini agli Etruschi, annoverati dagli antichi tra i popoli Tirreni, e questo spiegherebbe per esempio l'assonanza del nome Turno (Turnus) a quello di Tirreno (Turrenós) e il motivo per cui Virgilio li presenta alleati dell'etrusco Mezenzio di Caere. L'etnonimo stesso, Rutuli (dall'appellativo Rutilus, o dall'etnico Rutulus, con il significato di "rosso"), sarebbe di origine etrusca.
Secondo un'altra teoria, invece, i Rutuli sarebbero stati di stirpe ligure. Infatti, secondo la tradizione romana, i Liguri sarebbero stati presenti nel sito di Roma in età preistorica.
Secondo Catone, i Rutuli avevano partecipato alla fondazione del tempio di Diana Aricina.
Giacomo Devoto argomenta che l'appellativo di "tirreno" poteva essere proprio del territorio dei Rutuli, ma non dei Rutuli stessi, ed essere quindi solo un resto, una memoria, di una precedente situazione pre-indoeuropea.
I maggiori ritrovamenti rutuli sono stati effettuati sull'acropoli di Ardea e nei territori limitrofi fra il mare e i colli, e sul pianoro di Casalazzara.
Nel racconto di Tito Livio i Rutuli entrarono in guerra, contro gli Aborigeni (i futuri Latini) e i Troiani, dopo che Enea sposò Lavinia, precedentemente promessa al re Turno. Nel primo scontro i Rutuli vennero sconfitti, mentre il re Latino morì nello scontro.
Del successivo scontro, tra Rutuli e gli alleati Etruschi, guidati dal re Mezenzio, e i Latini, Livio non riporta l'esito, ma si limita a dire che vi morì Enea.
Consoli Tito Larcio e Quinto Clelio Siculo (498 a.C.), i Rutuli furono tra i popoli contattati dai Romani quanto dai Latini, alla ricerca di alleati per la guerra che avrebbe avuto il suo epilogo militare con la battaglia del Lago Regillo. I Rutuli si impegnarono con i Latini, ma con i Romani si dissero disposti a ottenere per loro condizioni più miti con i Latini, se ne avessero accettato le richieste più importanti.
I Rutuli scomparvero in età storica, assorbiti dai Latini.

## Resti archeologici
Tutte le iscrizioni scoperte sul territorio di Ardea sono in lingua latina, fatta eccezione per qualche testimonianza in etrusco.

## I Rutuli nell'Eneide
Nel poema virgiliano i Rutuli sono guerrieri fieri e valorosi, disposti a tutto per il loro re Turno quando questi dichiara guerra ai Troiani. A determinare la loro sconfitta è essenzialmente la loro inesperienza militare, avendo la maggior parte di essi un'età particolarmente bassa. 
A guerra appena scoppiata, l'esercito confederato italico riesce a tenere in scacco i Troiani circondando la loro cittadella, approfittando dell'assenza momentanea di Enea. Ma durante la notte, Eurialo e Niso, due amici di Enea, riescono a entrare nell'accampamento degli Italici che giacciono addormentati. Decidono quindi di fare strage di nemici; a iniziarla è la spada di Niso che dopo aver sgozzato Ramnete, un re italico alleato di Turno, compie un grande eccidio proprio in una tenda di Rutuli, decapitando il giovane condottiero Remo e alcuni suoi guerrieri, tra cui l'adolescente Serrano: molti altri uomini di Turno periscono per mano di Eurialo. I due Troiani vengono poi scoperti e uccisi dalla cavalleria del rutulo Volcente. 
Il giorno dopo le sorti del conflitto sembrano inizialmente sorridere ancora ai Rutuli, nonostante l'uccisione, per opera di Ascanio, di Numano, cognato di Turno: furibondo per la morte del congiunto, il re italico riesce a penetrare nel campo dei Troiani, facendo tra di loro parecchie vittime, prima di venir ricacciato fuori dai luogotenenti di Enea. 
Il ritorno del capo troiano segna la svolta nel conflitto: da questo momento gli Italici non riusciranno più a risollevarsi, anche se Turno avrà comunque modo di uccidere in duello l'arcade Pallante, il principale alleato di Enea. L'eroe troiano, dopo aver seminato strage tra le file dei Latini, attacca lo stato maggiore dell'esercito italico, uccidendo anche due giovani fedelissimi di Turno, Anteo e Luca. Giunone, dea da sempre ostile ai Troiani, sottrae Turno all'ira di Enea con un incantesimo, trasportando il re rutulo nel suo palazzo ad Ardea. 
Ritornato a combattere, dopo aver prevalso sul partito favorevole alla pace, Turno scatena il suo esercito tentando il tutto per tutto: a una prima battaglia, terminata con nuove ingenti perdite italiche, segue una tregua, ben presto violata; nell'ultimo decisivo scontro Turno viene affrontato in duello da Enea e ucciso, e i Rutuli gemeranno per la sua sconfitta.